# 專賣局
- 關於臺灣專賣局改制後的企業主體，請見「台灣菸酒公司」。
- 關於中國大陸近名的煙草專賣主體，請見「国家烟草专卖局」。
- 關於該機關使用過的廳舍等建築部分，請見「臺灣總督府專賣局_(文化資產)」。

25°2′2.6″N 121°30′53.53″E / 25.034056°N 121.5148694°E
專賣局為台灣日治時期的公賣機構，設立於1901年。隸屬於臺灣總督府轄下，後於1945年改組為「臺灣省專賣局」，於1947年再改為「臺灣省菸酒公賣局」。其辦公廳舍位於臺北府城南門旁，此處直至公賣局在2002年民營化作為臺灣菸酒股份有限公司之前，一直為台灣專賣事業的中心，目前列為國定古蹟保護，現今仍為臺灣菸酒公司的總部所在。

## 沿革

### 日治時期

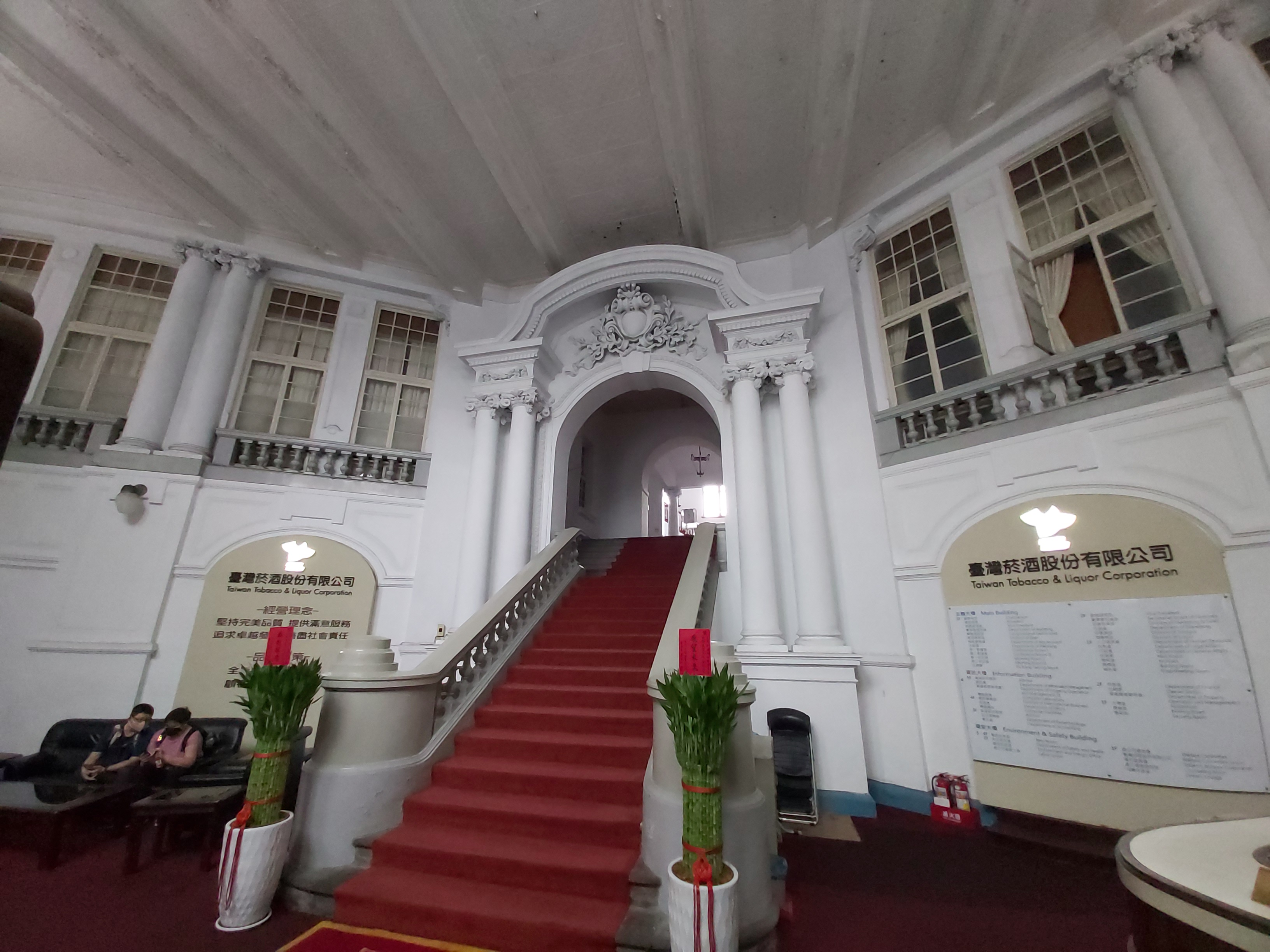
專賣局廳舍大廳

明治三十年（1897年）1月21日臺灣總督府頒布《臺灣阿片令》，並於1897年4月1日實施，將鴉片生產與販售列入專賣。:55
於1901年合併臺灣鹽務局和臺灣樟腦局，將鹽和樟腦專賣機關統一；1905年實施香菸專賣。專賣所衍生的專賣收益已經達台灣總督府收入的40%，為了統馭該制度，台灣總督府於1913年在台北南門近郊，覓地並興建專供專賣局所使用的官署建築。1922年實施酒類專賣。
在二戰期間，於1942年將火柴納入專賣，並合併臺灣總督府殖產局的度量衡所。於1943年，臺灣與日本同步實施石油專賣。
此外，專賣局自1927年4月發行《臺灣總督府專賣局局報》，以登載與專賣局相關的法律、命令、告示等公告。

### 戰後

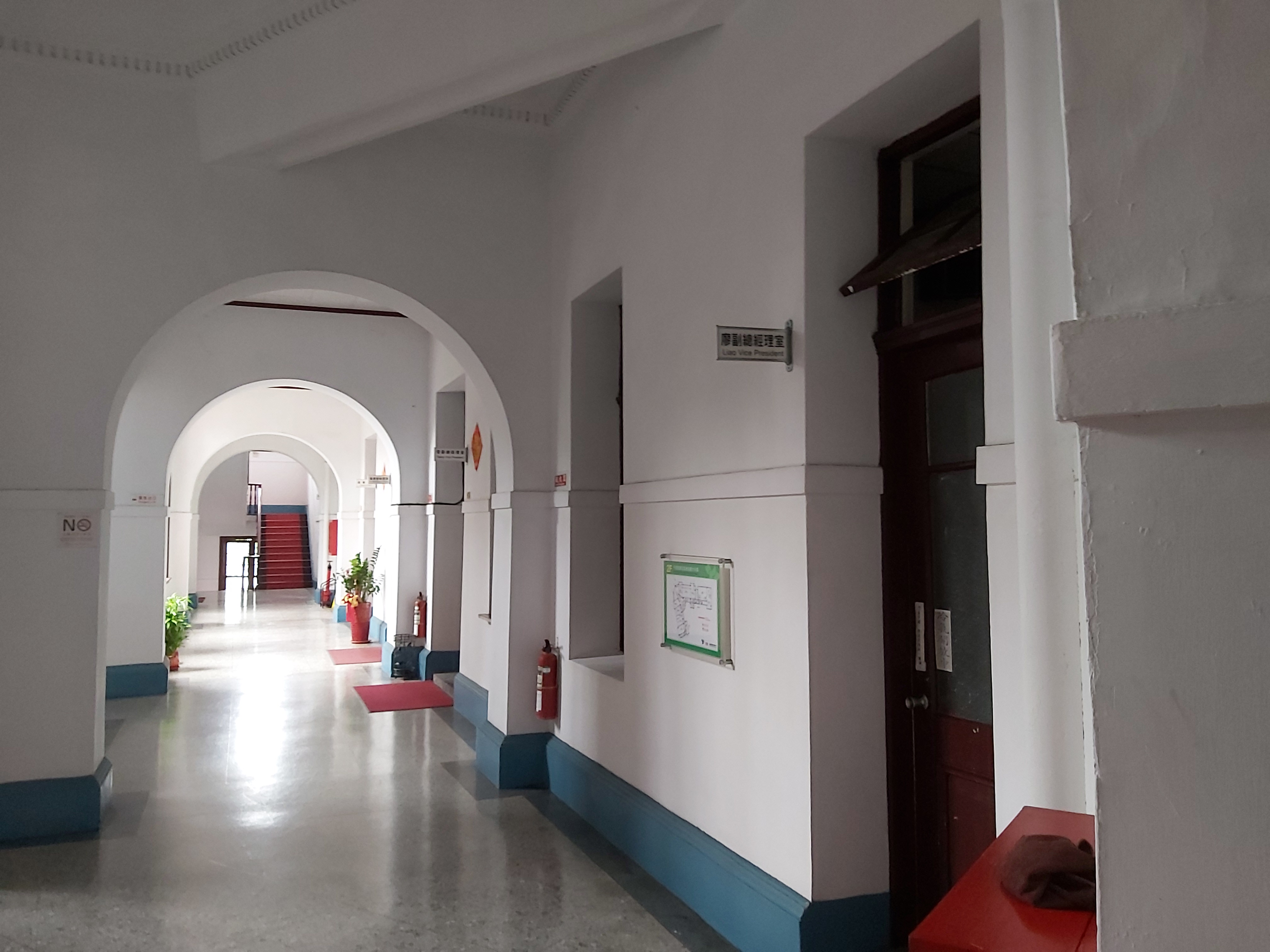
台灣菸酒公司辦公室

專賣局於二戰後的國民政府時代，除了名稱以公賣局取代專賣局且營業項目去除鴉片之外，其建物利用狀態、甚至其官署制度組織幾乎完全相同。不過因為戰後公賣制度上有著如貪污的許多重大瑕疵，1947年2月28日，公賣局設於本町的台灣省專賣局台北分局（今 彰化銀行台北分行）成為二二八事件的起火點。1950年代，公賣制度首度修正，食鹽取消專賣，石油交由台灣中油專賣，度量衡與火柴轉交民間私營。1960年代末期，再釋出樟腦專賣權，只剩下菸酒專賣。菸酒專賣也於1990年代之後日漸開放。2002年，菸酒公賣局進行公司化，改制為台灣菸酒股份有限公司，台灣維持百年的專賣制度正式結束。而專賣局的建物，則仍為台灣菸酒公司總公司所在。

## 組織（1944年）
本局
- 臺灣總督府專賣局
  - 秘書係
  - 計畫室
  - 總務課
  - 鹽腦課
  - 煙草課
  - 酒課
  - 燃料課

支局
| 名稱       | 位置/現況            | 轄下單位 |
| ---------- | -------------------- | --- |
| 台北支局   | 原辰馬商會本町店鋪   | 總務係 製腦係：新店製腦監督所、坪林製腦監督所、烏來製腦監督所、李茂岸（リモガン）製腦巡視所、三峽製腦監督所、大溪製腦監督所、角板山製腦監督所、卡奧幹（ガオガン）製腦巡視所 耕作係：淡水倉庫 |
| 基隆支局   | 基隆合同廳舍內       | 總務係 |
| 宜蘭支局   | 甲子蘭酒文物館       | 總務係 製腦係：羅東製腦監督所、濁水巡觀所、蘇澳製腦監督所、浪速製腦監督所、白來分（ベレフン）製腦監督所 耕作係：羅東郡駐在 工場係（附設宜蘭酒廠）：米酒掛、紅酒掛、包裝掛、機械掛、化學管理掛 |
| 新竹支局   | 同左                 | 總務係 製腦係：三叉監督所、內湖監督所、上坪監督所、南庄監督所、大湖製腦監督所 |
| 台中支局   | 文化部文化資產園區   | 總務係 製腦係：東勢製腦監督所、土城製腦監督所、馬鞍寮製腦監督所、白冷製腦監督所、久良栖製腦巡視所、中坑坪製腦巡視所、烏石坑製腦巡視所、雪山坑製腦巡視所、集集製腦監督所、水裡坑製腦監督所、拔社埔製腦巡視所、水社製腦巡視所、內茅埔製腦巡視所、和社製腦巡視所、神木製腦巡視所、竹山製腦監督所、大鞍製腦巡視所、車輄寮製腦巡視所 耕作係：台中市駐在、大屯郡駐在、豐原郡駐在、大甲郡駐在、員林郡駐在、北斗郡駐在、竹山郡駐在、南投郡駐在、彰化郡駐在、東勢郡駐在 工場係（附設臺中、大平酒廠）：酒精掛、理研酒掛、米酒掛、包裝掛、化學管理掛、精米掛、機械掛 燐寸製造係：管理掛、作業掛、試驗掛 |
| 嘉義支局   | 同左                 | 總務係 製腦係：新高口製腦監督所、山美（サビキ）製腦監督所、大埔製腦巡視所、幼葉林製腦巡視所、十字路製腦巡視所、塔山製腦巡視所、水山製腦巡視所、新望嶺製腦巡視所 耕作係：嘉義市駐在、頂六駐在、鹿麻產駐在、白河駐在、斗六駐在、斗南駐在、虎尾駐在、大林駐在 工場係（附設嘉義、斗六、阿里山酒廠）：酒精掛、再製酒掛、包裝掛、化學管理掛、機械掛 |
| 台南支局   | 台南文化創意產業園區 | 總務係 鹽務係： 工場係（附設台南酒廠）：米酒掛、包裝掛、機械掛 度量衡分室：管理掛、檢定掛、作業掛 安平分室、安順分室、鹽埕分室、灣裡倉庫 |
| 高雄支局   | 台灣菸酒七賢營業所   | 耕作係：鳳山駐在、大寮駐在、大樹駐在、林園駐在、仁武駐在 |
| 屏東支局   |                      | 總務係 製腦係：六龜製腦監督所、寶來製腦巡視所、比比猶（ビビユウ）製腦巡視所、拉芙蘭（ラツクス）製腦巡視所、甲仙製腦監督所、蚊仔只（マガツン）製腦巡視所、達卡努瓦（タカヌワ）製腦巡視所 耕作係：長興駐在、九塊日出村駐在、里港駐在、常盤村駐在、高樹駐在、鹽埔駐在、千歲村駐在、美濃駐在、旗山駐在、潮州駐在、枋寮駐在、溪州駐在、新園駐在、萬丹駐在 工場係（附設屏東酒廠）：米酒掛、包裝掛、化學管理掛、機械掛 |
| 花蓮港支局 | 花蓮文化創意產業園區 | 總務係 製腦係：壽製腦監督所、水璉製腦巡視所、鳳林製腦監督所、新社製腦巡視所、瑞穗製腦監督所、奇美製腦巡視所、玉里製腦監督所、三笠製腦監督所、馬久答製腦巡視所、天然樟樹保護林新社詰所 耕作係：吉野駐在、豐田駐在、林田駐在、上大和駐在、瑞穗駐在、玉里駐在 工場係（附設花蓮酒廠）：釀造掛、米酒掛、紅酒掛、包裝掛、機械掛、化學管理掛 |
| 臺東廳支局 |                      | 總務係 製腦係：新港製腦監督所、保護林新港詰所 耕作係：台東駐在 |

出張所
- 神戶出張所
- 埔里出張所（埔里酒廠）、鹿港出張所、布袋出張所、北門出張所、烏樹林出張所、澎湖出張所

工場、試驗所等
- 台北南門工場（臺博館南門園區）、臺北煙草工場、松山煙草工場（松山文創園區）、台北酒工場（華山1914文化創意產業園區）、樹林酒工場、板橋酒工場、番子田工場（隆田酒廠）
- 鹽業試驗場（位於將軍庄口寮）、煙草試驗場（臺中軟體園區）
- 度量衡所

## 專賣事業
| 項目     | 實施日期                      |
| -------- | ----------------------------- |
| 鴉片     | 明治三十年（1897年）4月1日    |
| 食鹽     | 明治三十二年（1899年）5月15日 |
| 樟腦     | 明治三十二年（1899年）8月5日  |
| 菸草     | 明治三十八年（1905年）4月1日  |
| 酒類     | 大正十一年（1922年）7月1日    |
| 啤酒     | 昭和八年（1933年）7月1日      |
| 無水酒精 | 昭和十四年（1939年）3月1日    |
| 度量衡器 | 昭和十七年（1942年）7月1日    |
| 火柴     | 昭和十七年（1942年）7月1日    |
| 石油     | 昭和十八年（1943年）7月1日    |

### 鴉片
台灣總督府於1896年設立了「製藥所」以製造鴉片煙膏，隔年實施鴉片專賣，任何人未經特許不得輸入、製造、買賣、授受或持有，吸食者須有許可證。專賣局將鴉片分為生鴉片、鴉片煙膏與粉末鴉片，前者為由海外進口的原料，後兩者則是由專賣局製造與販售。鴉片的製造位於台北南門工場；其販售則是由專賣局先將鴉片煙膏交付予專賣局指定的煙膏經銷商（阿片煙膏元賣捌人），在由其批售予地方官廳指定的中盤商（阿片煙膏仲賣捌人），最後由中盤商銷售予零售者（阿片煙膏請賣人）。零售者每年須向地方廳繳交「特許費」，申請取得零售許可證。日治時期的鴉片專賣雖採漸禁政策，總督府仍多次新發吸食證，除了在1930年設立臺北更生院和之後實施的煙癮矯治外，對特許吸食鴉片者未積極提供矯正協助。鴉片專賣實施長達48年，為台灣日治時期實施最久的專賣品，直至二戰後1946年才完成最後一位鴉片成癮者的戒除治療。

### 樟腦
樟腦在臺灣清治時期曾兩度實行專賣，但外銷權由洋行所掌握。臺灣總督府於1896年7月設立台灣樟腦局，管理腦收購檢驗與配售，並設置台北南門工場以加工提煉樟腦。1901年，台灣樟腦局併入專賣局，並在1903年發布《粗製樟腦樟腦由專賣法》，確立了樟腦專賣制度，從原料管制至運銷均由專賣局辦理。1919年，臺灣製腦株式會社在官方支持下，整併台灣的各樟腦製成業者而成立，但因不敵人造樟腦的競爭，臺灣樟腦株式會社在1934年收購，專賣局至此掌握了各地粗製樟腦事務，達到了樟腦的完全專賣。由專賣局製成的精製樟腦由專賣局直接販賣；在向外出口部分，由專賣局委託日本樟腦株式會社，再由其委任三井物產株式會社販售。

### 鹽
台灣總督府最初認為專賣易產生舞弊，所以在1896年7月廢除了鹽專賣制度，但卻導致臺灣原有的鹽業銷售網絡瓦解，鹽生產銷售不順，且鹽價暴增，於是在1899年3月將鹽納入專賣，在各地設置鹽務局處理鹽之收購及販賣事宜。1901年5月，台灣鹽務局與其他專賣機關合併成立專賣局。台灣的鹽生產位於台灣西南沿海，由專賣局台南支局（管理七股鹽場、臺南鹽場）、鹿港出張所（管理鹿港鹽場）、布袋出張所（管理布袋鹽場）、北門出張所（管理北門鹽場）、烏樹林出張所（管理高雄鹽場）監督管理，並主要由臺灣製鹽株式會社和大日本鹽業株式會社經營鹽場。隨著工業用鹽需求增加，南日本鹽業株式會社與鐘淵曹達工業株式會社台南工場於1938年成立，主要以電解法生產鹽相關的化學物。鹽的販售交由專賣局指定的「賣捌人」和「小賣人」，其人數在1940年分別有69人和2,947人。

### 煙草
日本內地在1898年即實施菸草專賣，在臺灣則是在1905年才實施菸草專賣，臺灣的菸草的種植與買賣在之前皆為私人事業。菸草原料在農民種植後，由專賣局收購，送至臺中葉菸草再乾燥場，屏東葉菸草再乾燥場、嘉義菸草再乾燥廠和花蓮港菸草再乾燥廠加工，再送至台北煙草工場和松山煙草工場製成香菸。在二戰期間為了戰時疏開，煙草工場的部分業務於1944年遷往嘉義與台中，於1945年部分遷往南港與玉里。煙草工場所製成的香菸可分為「葉捲」、「兩切紙菸」和「刻煙草」三種，葉捲為手工捲菸，兩切紙捲為工廠生產的菸品，刻煙草是用菸斗抽的煙草絲；於1945年，由於受空襲影響，停止製造葉捲煙。香菸販賣透過「賣捌人」和「小賣人」其人數在1940年分別有84人和約6,000人。

### 酒類
酒類專賣始於1922年7月，專賣局在各支局和出張所設有酒廠，生產清酒（凱旋、福祿）、米酒、紅酒、藥酒、鳳梨酒和洋酒。其販售由專賣局配給予「賣捌人」，再由其售予「小賣人」。

### 酒精
酒精為《酒類專賣令》中的項目之一，其製造、販賣和輸出入皆需總督府許可。專賣局酒精工場位於嘉義市，民間則有15間製糖會社的酒精工場。酒精大多作為燃料酒精使用，其次為造酒原料和其他工業用。

### 火柴
台灣過去的火柴配給來自日本燐寸共販株式會社，在1938年，由日本燐寸工業組合和日本燐寸共販會社在臺灣總督府的支持下，集資在台中市下橋子頭成立了「臺灣燐寸株式會社」，可供應本島20%的火柴消費量，其餘仍由日本輸入。在火柴專賣於1942年7月實施後，台灣燐寸株式會社收歸專賣局，火柴販售由專賣局指定的中盤商（賣捌人）和臨售商（小賣人）販賣。1944年10月，新竹工燐寸工場完工，其在受到空襲後遷至關西街另設關西工場。火柴原料中的氯化鉀由南日本化學工業株式會社高雄工場生產，而紅磷由臺灣電化株式會社基隆工場生產，其在二戰末期皆遭美軍空襲導致生產中止。

### 度量衡
度量衡器分為度器（長度）、量器（容量）、衡器（重量）和計量器（壓力、溫度等），在過去皆為官營，由臺灣總督府殖產局下的度量衡所管轄，需有許可才能販賣。為了加強度量衡檢定取締，以及在物資缺乏期間能順利製作度量衡器，度量衡在1942年7月納入專賣。受到戰事影響，從日本輸入的度量衡器減少，在1944年後的度量衡器製作機能停擺。度量衡製作位於台北市的度量衡所以及台南市的專賣局臺南支局，度量衡修復則是在度量衡所、專賣局臺中、台南和花蓮港支局。

### 石油
石油為重要的戰略物資，其項目包含礦物性揮發油類如燈油、輕油、重油和總督府指定的礦物性機械油。臺灣總督府於1939年即公布《石油配給統制規則》，石油的輸出與輸入皆由總督府指定的統制会社，即「臺灣石油販賣有限會社」經營，石油販賣則需總督府的許可。為了進一步掌握石油資源，於1943年7月1日，日本內地、台灣、朝鮮同步實施石油專賣，臺灣石油販賣有限會社被納入專賣局，並作為「甲種石油賣捌人」，銷售石油給全台27處「乙種石油賣捌人」，再由其銷售給經許可的臨售者約1,058名。

### 苦汁 (鹽滷)
苦汁又稱為鹽滷，天然製鹽會產生鹽滷和石膏等副產物，為重要的工業原料。由於台灣缺乏天然石膏、氧化鎂（苦土）和鉀（加里）等資源，於1944年9月實施鹽滷專賣，以確保石膏的產量，並可以作為水泥原料。

## 歷任局長
| 任次 | 肖像          | 姓名 (生–卒)             | 在任時間       | 在任時間       | 備註                               |
| ---- | ------------- | ------------------------ | -------------- | -------------- | ---------------------------------- |
| 1    |               | 後藤新平 (1857–1929)     | 1901年6月1日   | 1902年11月18日 | 以民政部民政長官兼任。             |
| 2    |               | 祝辰巳 (1868–1908)       | 1902年11月18日 | 1904年7月9日   | 以民政部財務局長兼任。             |
| 3    |               | 中村是公 (1867–1927)     | 1904年7月9日   | 1906年4月14日  | 1905年8月2日起兼任民政部總務局長。 |
| 4    |               | 宮尾舜治 (1868–1937)     | 1906年4月14日  | 1910年7月20日  | 1907年4月1日起兼任民政部殖產局長。 |
| 代理 |               | 增澤有 (？–？)           | 1910年7月20日  | 1912年8月2日   |                                    |
| 5    | 1912年8月2日  | 增澤有 (？–？)           | 1913年6月30日  |                |                                    |
| 6    |               | 山脇春樹 (1871–1948)     | 1913年6月30日  | 1914年5月5日   |                                    |
| 代理 |               | 高雄晉 (？–？)           | 1914年5月5日   | 1914年6月10日  |                                    |
| 7    |               | 賀來佐賀太郎 (1874–1949) | 1914年6月10日  | 1921年7月11日  |                                    |
| 代理 | 1921年7月11日 | 賀來佐賀太郎 (1874–1949) | 1921年10月8日  |                |                                    |
| 8    |               | 池田幸甚 (1880–1924)     | 1921年10月8日  | 1923年12月8日  |                                    |
| 9    |               | 吉岡荒造 (1878–1961)     | 1923年12月8日  | 1924年12月23日 |                                    |
| 10   |               | 宇賀四郎 (1881–1946)     | 1924年12月23日 | 1928年7月21日  |                                    |
| 11   |               | 常吉德壽 (1879–？)       | 1928年7月21日  | 1929年8月10日  |                                    |
| 12   |               | 池田藏六 (1885–1940)     | 1929年8月10日  | 1930年12月9日  |                                    |
| 13   |               | 中瀨拙夫 (1884–1969)     | 1930年12月9日  | 1932年3月15日  |                                    |
| 14   |               | 田端幸三郎 (1886–1963)   | 1932年3月15日  | 1936年10月16日 |                                    |
| 15   |               | 今川淵 (1886–？)         | 1936年10月16日 | 1939年12月28日 |                                    |
| 16   |               | 三輪幸助 (1895–1968)     | 1939年12月28日 | 1941年5月14日  |                                    |
| 17   |               | 木原園次 (1891–？)       | 1941年5月14日  | 1942年7月3日   |                                    |
| 18   |               | 佐治孝德 (1899–1953)     | 1942年7月3日   | 1944年8月26日  |                                    |
| 19   |               | 中平昌 (1900–1985)       | 1944年8月26日  | 1945年10月25日 | 兼任食糧局長至1944年12月16日。     |

### 附註
1. ↑  改任總務長官。
2. ↑  原臺南州知事。
3. ↑  改任臺北州知事。
4. ↑  改任財務局（日语：台湾総督府財務局）長。
5. ↑  改任臺北州知事。
6. ↑  原新竹州知事。
7. ↑  改任殖產局長。
8. ↑  原臺北州知事。
9. ↑  原交通局遞信部長。
10. ↑  改任臺北州知事。
11. ↑  原臺北州臺北市長。
12. ↑  原專賣局庶務課長兼樟腦課長。